# 劇場版マクロスF Hybrid Pack
劇場版マクロスF Hybrid Pack（げきじょうばんマクロスフロンティア ハイブリッドパック）は、アニメーション映画『劇場版 マクロスF』とPlayStation 3用テレビゲームを収録したブルーレイディスクソフト。バンダイナムコゲームスより2タイトルが発売された。
- 劇場版マクロスF〜イツワリノウタヒメ〜 Hybrid Pack - 2010年10月7日発売
- 劇場版マクロスF〜サヨナラノツバサ〜 Hybrid Pack - 2011年10月20日発売

## 概要
『劇場版 マクロスF』2部作の映像ソフトは、いずれもDVD版とブルーレイ版が異なる仕様で発売されている。ブルーレイ版はDVDの5倍以上という大容量を活かし、ソフト・ゲーム業界初の試みとして、1枚のディスクに2時間弱の映画本編とPS3専用3Dシューティングゲームの両方を収録しており、タイトルも"Hybrid Pack"と銘打たれている。発売元もDVD版のバンダイビジュアルに対して、ブルーレイ版はバンダイナムコゲームスとなっており、ゲームソフト扱いで流通されている。なお、DVD・ブルーレイとも映画本編や映像特典、パッケージに付属するブックレット、初回特典グッズなどは共通である。
Hybrid Packのディスクを通常のブルーレイ再生機に挿入すると、映画本編と特典映像が再生される。PS3に挿入すると映像視聴とゲームプレイの選択画面が表示され、いずれかを選んで楽しむことができる。なお、このHybrid Packの方式は『ドットハック セカイの向こうに』、『エウレカセブンAO -ユングフラウの花々たち-』、『輪廻のラグランジェ 鴨川デイズ』、『超時空要塞マクロス 愛・おぼえていますか』でも用いられている。

## 劇場版マクロスF〜イツワリノウタヒメ〜 Hybrid Pack
2009年11月21日公開の映画前編『劇場版マクロスF 虚空歌姫〜イツワリノウタヒメ〜』と、PS3用3Dアクションシューティングゲーム『マクロストライアルフロンティア』 （MACROSS TRIAL FRONTIER） を収録したブルーレイディスクソフト。また、50分以上の特典映像が収録されている。
2010年10月7日に発売され、初週に15.1万本、累計では20.3万本の売上げを記録した。
パッケージは三方背ボックス仕様で、江端里沙の描き下ろしイラスト入り。48ページのブックレットが付属する。初回生産版には限定特典として、劇場上映に使用されたフィルムの一部（生フィルムコマ）と、2009年12月に開催されたライブ「超時空スーパーライブ Merry Christmas without You」のチケットプレゼントコードが封入された。
パソコンで視聴する場合、一部のブルーレイ再生ソフトでは規格外メディア扱いとなってしまい、再生できないという問題が起きている。

### 特典映像
CMランカ「ダイナム超合金」
『イツワリノウタヒメ』の挿入歌「ダイナム超合金」を使用した架空のCM。マクロス・フロンティア船団でダイナム社より2060年春発売予定のDX超合金「VB-6 ケーニッヒ・モンスター」、1/72スケールプラモデル「VF-25F メサイアバルキリーシリーズ」のCMという設定。実際にバンダイより発売されている超合金やプラモデルの実写映像とアニメーション映像が組み合わされている。

CMシェリル「ギラギラサマー（^ω^）ノ」
ミニアルバム『ユニバーサル・バニー』の収録曲「ギラギラサマー（^ω^）ノ」を使用した架空のCM。化粧品のCMに使われた曲という設定から、夏をイメージした映像になっている。

舞台挨拶風景
映画公開初日の2009年11月29日にシネマサンシャイン池袋と新宿バルト9で行われた河森正治監督と出演者らによる舞台挨拶の様子が収録されている。

週刊トロ・ステーション
2009年11月20日にPlayStation Storeで配信された「週刊トロ・ステーション」第2号の「マクロス・フロンティア」特集を収録。『どこでもいっしょ』のトロとクロが河森監督にインタビューする形式になっている。

### マクロストライアルフロンティア
『劇場版マクロスF 虚空歌姫〜イツワリノウタヒメ〜』を題材にした3Dアクションシューティング。ゲームのみの単品販売はされない。
ゲームシステム的には2008年10月9日に発売され、15万本を売り上げたPlayStation Portable用ソフト『マクロスアルティメットフロンティア』の続編にあたる。可変戦闘機バルキリーの3段変形と板野サーカスを再現したミサイルアクション、サポートキャラシステム、追加武装システムなどは前作を継承している。シリーズ初のPlayStation 3用ソフトとなり、グラフィックは全てHD画質用にハイエンドモデリングされている。
ただし、前作にあったユニットの改造やキャラクターの作成・育成、ショップ、協力プレイ、対戦プレイなどの要素は無く、ステージ数、ユニット数、キャラクター数も大幅に削減されている。
操作方法は前作とほぼ同じだが、変形操作が右スティックになっていたり、パージがL3、R3（左、右スティック）の同時押しになっているなどの変更点がある。
ステージ数は全6ステージ、12ミッション。表の6ミッションは機体やパイロット、サポートキャラは固定で選択できない。表ミッションクリア後に難易度の上がった裏ミッションが解禁される。こちらは機体やパイロット、サポートキャラ、追加武装を選択できる。セーブ機能は無いが、説明書に記載されているコマンドを入力することで全ミッションを解禁できる。

#### 登場機体
操作可能な機体は全11種類。映画本編では早乙女アルトのみが使用していたトルネードパックをオズマ・リーやミハエル・ブランの機体にも追加武装として装備することができる。映画本編には登場しないYF-25プロフェシーや、ゲームオリジナルの機体としてクラン・クラン用のVF-25Sメサイアが登場する。
操作可能ユニット
- VF-25 メサイア
  - VF-25F メサイア （早乙女アルト機）/スーパーパック/アーマードパック/トルネードパック/最終決戦仕様
  - VF-25S (OL) メサイア （オズマ・リー機）/スーパーパック/アーマードパック/トルネードパック
  - VF-25S (KK) メサイア （クラン・クラン機）/スーパーパック/アーマードパック/トルネードパック
  - VF-25G メサイア （ミハエル・ブラン機）/スーパーパック/アーマードパック/トルネードパック
  - RVF-25 メサイア （ルカ・アンジェローニ機）/スーパーパック
  - VF-25A メサイア （一般機）/スーパーパック

- YF-25 プロフェシー
- クァドラン・レア
  - QDL-REA クァドラン・レア （一般機）
  - QDL-REA (KK) クァドラン・レア （クラン・クラン機）

- バジュラ
  - VAJURA (S) バジュラ (S)
  - VAJURA (L) バジュラ (L)

使用できないユニット
- VF-171 ナイトメアプラス
- ゴースト
  - QF-4000 ゴースト （シモン、ヨハネ、ペテロ）
  - AIF-7S ゴースト

- VAJURA (V) 変異バジュラ
- マクロス・クォーター
- 浦賀

#### 登場キャラクター
パイロット
- 早乙女アルト （中村悠一）
- ミハエル・ブラン （神谷浩史）
- ルカ・アンジェローニ （福山潤）
- オズマ・リー （小西克幸）
- クラン・クラン （豊口めぐみ）
- クラン・クラン（マイクローン） （豊口めぐみ）
- バジュラ (S)
- バジュラ (L)

サポート専用キャラクター
- シェリル・ノーム （遠藤綾）
- ランカ・リー （中島愛）

オペレーター
- ジェフリー・ワイルダー （大川透）
- キャサリン・グラス （小林沙苗）

#### 音楽
本作では映画『イツワリノウタヒメ』から3曲のボーカル曲が使用されている。また、『マクロスエースフロンティア』、『マクロスアルティメットフロンティア』の楽曲が10曲使用されている。サウンドは仁志田竜司、佐藤智弥が担当。5.1ch対応。
| 曲名                     | 歌手                            | 作詞                           | 作曲       | 登場作品                           | 使用場面       |
| ------------------------ | ------------------------------- | ------------------------------ | ---------- | ---------------------------------- | -------------- |
| エース・フロンティア     |                                 |                                |            | マクロスエースフロンティア         | 選択画面       |
| ユニバーサル・バニー     | シェリル・ノーム starring May'n | しほり, PA-NON, Gabriera Robin | 菅野よう子 | マクロスF イツワリノウタヒメ       | 発進、#2、#6   |
| エア・ビート             |                                 |                                |            | マクロスアルティメットフロンティア | #1             |
| ダイナム超合金           | ランカ・リー＝中島愛            | 黒川影次                       | 菅野よう子 | マクロスF イツワリノウタヒメ       | ランカスキル   |
| オベリスク               | シェリル・ノーム starring May'n | Gabriela Robin                 | 菅野よう子 | マクロスF イツワリノウタヒメ       | シェリルスキル |
| サターン・コンフリクト   |                                 |                                |            | マクロスアルティメットフロンティア | #3前半         |
| 拒絶する力               |                                 |                                |            | マクロスアルティメットフロンティア | #3後半         |
| リメンバー・クァドラン   |                                 |                                |            | マクロスアルティメットフロンティア | #4前半         |
| Hacking Deathtrap Device |                                 |                                |            | マクロスアルティメットフロンティア | #4後半         |
| ブリッツクリーク         |                                 |                                |            | マクロスエースフロンティア         | #5             |
| Stratosphere Diver       |                                 |                                |            | マクロスエースフロンティア         | 裏#1後半       |
| MISSION COMPLETE         |                                 |                                |            | マクロスエースフロンティア         | Complete       |
| MISSION FAILED           |                                 |                                |            | マクロスエースフロンティア         | Failed         |

## 劇場版マクロスF〜サヨナラノツバサ〜 Hybrid Pack
2011年2月26日公開の映画完結編『劇場版マクロスF 恋離飛翼〜サヨナラノツバサ〜』と、PS3用3Dアクションシューティングゲーム『マクロスラストフロンティア』 （MACROSS LAST FRONTIER） を収録したブルーレイディスクソフト。映画本編は劇場上映版から多数のカットが加筆・修正されている。また、約68分の特典映像が収録されている。
2011年10月20日に発売され、初週約14.3万本を記録し、ゲームソフトランキングでは1位を獲得した。
発売に先立ち、第21回東京ゲームショウのバンダイナムコゲームスブースで、声優陣出演によるイベントステージが催された。また、『週刊ファミ通』2011年10月27日号（No.1193）では表紙を飾った。イラストはススム・マツシタ・エンタープライズ所属の三浦健司によるもので、松下進風のシェリルとランカ、アルトの衣装を着たネッキーが描かれた。

### 通常版と限定版
『サヨナラノツバサ』のHybrid Packは通常版（7,140円）に加えて、初回限定仕様の「超時空スペシャルエディション」（10,500円）も発売された。
通常版
『イツワリノウタヒメ』と同サイズの三方背ボックス仕様で、江端里沙の描き下ろしイラスト入り。パッケージ（内箱）とボックス（外箱）ではランカとシェリルの衣装が異なる。パッケージではシェリルが「オルレアン」、ランカが「魔法少女パステル」。ボックスではシェリルが「シャイン・オブ・バルキュリア」、ランカが「ウィッシュ・オブ・バルキュリア」。48ページのオールカラーブックレットが付属する。

超時空スペシャルエディション
ブックレットに加え、前編・完結編のアフレコ用台本、BDジャケットサイズポスター集、ミニ複製原画集、ミニサイズの劇場版パンフレット、PS3用の特製カスタムテーマがダウンロードできるプロダクトコードといった各種特典が付属する。特製三方背ボックスには『イツワリノウタヒメ』のパッケージを収納できるスペースがある。イラストは天神英貴による描き下ろし。YF-29スーパーパック、VF-27γスーパーパック、RVF-25スーパーパック、VF-25Gトルネードパック、VF-25Sアーマードパック、クァドラン・レア、VB-6、マクロス・クォーターが描かれており、天神は『マクロスF』の集大成として膨大な時間を掛けて描いた。
両パッケージとも前作同様、初回限定特典として劇場公開生フィルムコマが同封された。この生フィルムはランダムに封入されるアイテムだが、その中に映画本編前に上映される「NO MORE 映画泥棒」のコマーシャルフィルムが混入し、インターネットオークションで1万円近くの価格で落札されるという出来事があった。

### 特典映像
撮り下ろしスペシャル座談会
主要キャスト3名を演じた中村悠一、中島愛、遠藤綾と、河森正治監督による対談。作品制作の裏話や、河森がVF-25メサイアをデザインする際に組み立てたレゴブロックの試作品を紹介する。約40分。

公開記念イベント「魂込式」
『サヨナラノツバサ』封切日の2011年2月26日、サンシャイン60展望台にファン600名を招待して催されたヒット祈願イベント「超時空☆魂込式」の模様を収録。約18分。

マクロスF情報局 「ナンジャタウン ロングバージョン」
TV版『マクロスF』の再放送に追加されたミニコーナー「マクロスF情報局」の特別版。映画公開中にナムコ・ナンジャタウンで行われたタイアップイベント「マクロスF in ナムコ・ナンジャタウン」の模様を中島愛と遠藤綾がリポートする。約7分。
その他、映画館やウェブで公開された劇場特報・劇場予告編も収録している。

### マクロスラストフロンティア
『劇場版マクロスF 虚空歌姫〜イツワリノウタヒメ〜』と『劇場版マクロスF 恋離飛翼〜サヨナラノツバサ〜』を題材にした3Dアクションシューティング。ゲームのみの単品販売はされない。
ゲームシステムは『トライアルフロンティア』と同様だが、本作ではゲーム進行に合わせて画面左上に映画本編のアニメーション映像が挿入されるようになった。また、攻撃力・耐久力の高い巨大戦艦との戦闘要素が加えられた。操作方法は前作とほぼ同じだが、変形操作が右スティックか、PSP版同様の左スティックかの2タイプから選択可能になった。また、ゲーム途中から再開できるセーブ機能が搭載された。

#### 登場機体
『トライアルフロンティア』の機体に加えて、本作では完結編の主役機YF-29やVF-27、VB-6などが追加されており、全20種類の機体を使用することができる。YF-29はオズマ・リー機、イサム・ダイソン機、低視認性塗装（ロービジ）といったオリジナル機体が登場する。
操作可能なユニット
- VF-25 メサイア
  - VF-25F メサイア（早乙女アルト機）/スーパーパック/アーマードパック/トルネードパック/最終決戦仕様
  - VF-25S (OL) メサイア（オズマ・リー機）/スーパーパック/アーマードパック/トルネードパック
  - VF-25S (KK) メサイア（クラン・クラン機・真紅）/スーパーパック/アーマードパック/トルネードパック
  - VF-25S (KK) メサイア（クラン・クラン機・紫）/スーパーパック/アーマードパック/トルネードパック
  - VF-25G メサイア（ミハエル・ブラン機）/スーパーパック/アーマードパック/トルネードパック
  - VF-25A メサイア（一般機）/スーパーパック
  - RVF-25 メサイア（ルカ・アンジェローニ機）/スーパーパック装備

- VF-27 ルシファー
  - VF-27γ ルシファー（ブレラ・スターン機）/スーパーパック装備
  - VF-27β ルシファー（一般機）/スーパーパック装備

- YF-29 デュランダル
  - YF-29 デュランダル （早乙女アルト機）/スーパーパック装備
  - YF-29 (OL) デュランダル（オズマ・リー機）
  - YF-29 (ISAM) デュランダル（イサム・ダイソン機）
  - YF-29 デュランダル ロービジ仕様

- YF-25 プロフェシー
- VB-6 ケーニッヒモンスター
- クァドラン・レア
  - DQL-REA クァドラン・レア（一般機）
  - QDL-REA (KK) クァドラン・レア（クラン機）

- バジュラ
  - VAJURA (S) バジュラ（小）
  - VAJURA (L) バジュラ（大）
  - HOUND VAJURA ハウンドバジュラ

操作できないユニット
- VF-171 ナイトメアプラス
- ゴースト
  - AIF-7S ゴースト
  - QF-4000 ゴースト（シモン/ヨハネ/ペテロ）
  - AIF-9V ゴーストV-9

- バジュラ
  - VAJURA DESTROYER バジュラ駆逐艦
  - VAJURA BATTLE SHIP バジュラ戦艦
  - VAJURA CARRIER バジュラ空母
  - VAJURA BATTLE FRONTIER クィーン・バトル・フロンティア

- マクロス・クォーター
- CONCERT SHIP コンサート船
- ISLAND 1 アイランド1

#### 登場キャラクター
本作ではパイロットにブレラ・スターンとカナリア・ベルシュタイン、サポートキャラクターにボビー・マルゴと松浦ナナセが追加されている。また、ランカやシェリルは多数のコスチュームが収録されており、「魔法少女パステル」や「オルレアン・シェリル」に衣装を変更することができる。
パイロット
- 早乙女アルト （中村悠一）
- ミハエル・ブラン （神谷浩史）
- ルカ・アンジェローニ （福山潤）
- オズマ・リー （小西克幸）
- クラン・クラン （豊口めぐみ）
- クラン・クラン（マイクローン） （豊口めぐみ）
- ブレラ・スターン（保志総一朗）
- カナリア・ベルシュタイン（桑島法子）
- バジュラ (S)
- バジュラ (L)
- ハウンドバジュラ

サポート専用キャラクター
- シェリル・ノーム （遠藤綾）[Pスーツ/軍服/最終決戦/白うさぎ/ラブスリンガー/オベリスク/オルレアン/ヴァルキュリア]
- ランカ・リー （中島愛）[Pスーツ/キラッ☆/ワンピース/イツワリ衣装/魔法少女/放課後制服/ヴァルキュリア]
- ボビー・マルゴ（三宅健太）
- 松浦ナナセ（桑島法子）

オペレーター
- ジェフリー・ワイルダー （大川透）
- キャサリン・グラス （小林沙苗）